# Зсув перигелію Меркурія

Схема зсуву орбіти Меркурія, вигляд від північного полюсу екліптики

Аномальний зсув перигелію Меркурія — виявлена 1859 року особливість руху планети Меркурій, яка відіграла виняткову роль у історії фізики. Цей зсув виявився першим рухом небесного тіла, що не підкорявся ньютонівському закону всесвітнього тяжіння. Перед фізиками постала необхідність шукати шляхи модифікувати або узагальнити теорію тяжіння. Пошуки увінчалися успіхом 1915 року, коли Альберт Ейнштейн розробив загальну теорію відносності (ЗТВ); з рівнянь ЗТВ випливало саме спостережуване значення зсуву. Пізніше дослідники виміряли аналогічні зміщення орбіт кількох інших небесних тіл, значення яких також збіглися з передбаченнями ЗТВ.
Лауреат Нобелівської премії з фізики Річард Фейнман відзначив, що довгий час ньютонівська теорія тяжіння повністю відповідала спостереженням, але щоб пояснити ледь помітне відхилення в русі Меркурія знадобилася докорінна перебудова всієї теорії на основі нового розуміння гравітації.

## Відкриття ефекту
Параметри орбіт планет Сонячної системи через взаємовплив цих планет із часом зазнають повільних змін. Зокрема, вісь орбіти Меркурія поступово повертається (у площині орбіти) у бік орбітального руху, відповідно, зазнає зсуву й найближча до Сонця точка орбіти — перигелій («прецесія перигелію»). Кутова швидкість повороту становить приблизно 500" (кутових секунд) за 100 земних років, а отже повний оберт перигелій робить за кожні 260 тис. років.

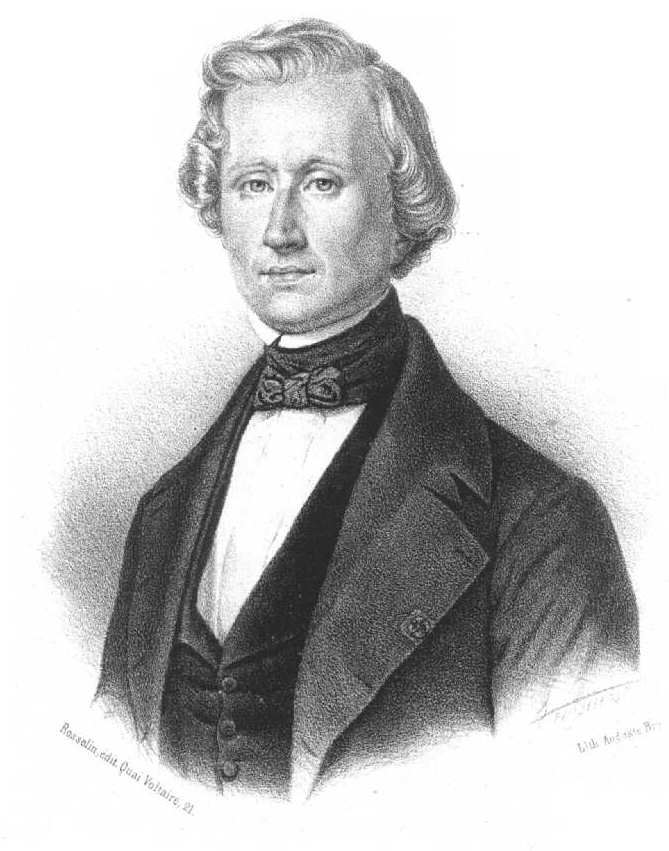
Урбен Левер'є

У середині XIX століття астрономічні розрахунки руху небесних тіл, засновані на ньютонівській теорії тяжіння, давали надзвичайно точні результати, які збігалися зі спостереженнями («астрономічна точність» увійшла в приказку). Тріумфом небесної механіки 1846 року стало відкриття Нептуна в теоретично передбаченому місці небосхилу. У 1840-1850-их роках французький астроном Урбен Левер'є, один із першовідкривачів Нептуна, на основі 40-річних спостережень Паризької обсерваторії розробив теорію руху Меркурія. У своїх статтях 1859 року Левер'є повідомив, що виявив невелику, але суттєву розбіжність теорії зі спостереженнями — перигелій зміщувався дещо швидше, ніж випливало з теорії. У своїх розрахунках Левер'є врахував вплив усіх планет:
| Планета | Внесок у зсув перигелію Меркурія (у кутових секундах за сторіччя) |
| ------- | ----------------------------------------------------------------- |
| Венера  | 280,6                                                             |
| Земля   | 183,6                                                             |
| Марс    | 22,6                                                              |
| Юпітер  | 152,6                                                             |
| Сатурн  | 27,2                                                              |
| Уран    | 20,1                                                              |

У підсумку теоретичне значення зсуву, яке розрахував Левер'є, становило 526,7" за століття, а зі спостережень виходило приблизно 565", тобто різниця, становила близько 38". За сучасними уточненими даними зсув трохи більший і дорівнює 570", таким чином, різниця становить близько 43" за століття.
Щоб пояснити причини ефекту висували гіпотези переважно двох типів:
- «Матеріальні гіпотези»: зміщення викликане впливом якоїсь матерії поблизу Сонця.
- Нові теорії тяжіння, відмінні від ньютонівської.

## Спроби пояснити в рамках класичної теорії тяжіння

### Вулкан і вулканоїди
Левер'є припустив, що аномалію можна пояснити наявністю невідомої планети (або кількох малих планет) всередині орбіти Меркурія. Цю гіпотезу підтримав авторитетний французький астроном Франсуа Фелікс Тіссеран. За пропозицією фізика Жака Бабіне гіпотетичній планеті дали назву «Вулкан». Через її близькість до Сонця найкращим способом виявити Вулкан були спостереження під час сонячного затемнення або під час проходження Вулкана між Землею й Сонцем; в останньому випадку планету було б видно як темну пляму, що швидко перетинає сонячний диск.
Невдовзі після публікацій 1859 року французький астроном-аматор Едмон Лескарбо (Edmond Modeste Lescarbault) повідомив Левер'є, що 1845 року спостерігав перед Сонцем темний об'єкт, зареєстрував його координати, однак тоді не надав спостереженню належного значення. Левер'є за результатами Лескарбо обчислив, що об'єкт перебуває втричі ближче до Сонця, ніж Меркурій, а період його обертання становить 19 днів 7 годин, діаметр — близько 2000 км. При цьому, якщо щільність Вулкана близька до щільності Меркурія, то його маса становила б 1/17 маси Меркурія. Однак, тіло з такою невеликою масою не може викликати спостережуваний зсув перигелію Меркурія, тому Левер'є припустив, що Вулкан — не єдина мала планета між Меркурієм і Сонцем. Він розрахував приблизну орбіту Вулкана і 1860 року, напередодні повного сонячного затемнення, закликав астрономів усього світу посприяти у виявленні Вулкана. Усі спостереження виявилися марними.
Планету шукали кілька десятиліть, але безуспішно. Було ще кілька непідтверджених повідомлень про відкриття — за нову планету приймали сонячні протуберанці, сонячні плями, а також зорі й дрібні навколоземні астероїди, що близько розташовані до диску Сонця під час затемнення. Після кожного такого повідомлення астрономи заново розраховували орбіту передбачуваного Вулкана й чекали, що під час наступного проходження перед Сонцем планету знайдуть, але вона більше не з'являлася. Останні повідомлення про можливе відкриття Вулкана були опубліковані на початку 1970-х років, причиною стало падіння комети на Сонце.
Варіант із кількома малими планетами, яких заздалегідь назвали «вулканоїдами», був також ретельно перевірений. Левер'є вірив у існування Вулкана або вулканоїдів до кінця життя (1877), однак жодного проходження якого-небудь великого невідомого об'єкта по диску Сонця достеменно зареєструвати не вдалося. 1909 року американський астроном Вільям Воллес Кемпбелл вже мав підстави впевнено заявити, що між Меркурієм і Сонцем немає об'єктів більших, ніж 50 км у діаметрі.

### Інші гіпотетичні об'єкти всередині орбіти Меркурія

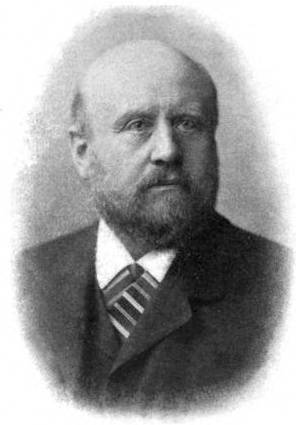
Гуго Ганс фон Зеелігер

Як альтернативу висловлювали припущення, що існує невідомий супутник Меркурія (можливо, декілька супутників). Їх пошук також нічого не дав. Ще одна гіпотеза, яку висловив 1906 року німецький астроном Гуґо фон Зелігер, припускала наявність навколо Сонця розсіяної (дифузної) хмари речовини, видимою ознакою якої слугує зодіакальне світло. Ця хмара, за Зеелігером, нахилена до площини екліптики і слабко впливає на рух планет. Скептики заперечували, що для зміщення перигелію Меркурія ця хмара повинна мати значну масу, але тоді від неї слід очікувати набагато вищого рівня світності; крім того, масивна хмара неминуче впливала б на рух Венери, в якому серйозних непояснених аномалій не відзначається.
Голландський метеоролог Христофор Бейс-Баллот 1849 року, ще до робіт Левер'є, припустив, що Сонце, подібно до Сатурна, оточене кільцем (можливо, навіть двома кільцями). Левер'є й інші вчені відкинули цю гіпотезу, вказавши, що такі кільця не зможуть стабільно існувати поблизу Сонця, та й сама гіпотеза погано аргументована.

### Занижена маса планет
Причиною аномалії могла стати занижена оцінка маси однієї з планет (під найбільшу підозру підпадала Венера). Однак проти цього припущення свідчив той факт, що, якби це було так, то аномалії через неправильну масу виявилися б і в розрахованих рухах інших планет. Французький астроном Еммануель Ляі припустив, що ефект викликаний накладенням декількох причин: рефракцією, трохи заниженою масою Венери й помилками спостереження.

### Інші спроби пояснення
Серед можливих причин зміщення перигелію Меркурія називали осьове стиснення Сонця біля полюсів. Спостереження, однак, не виявили у Сонця стиснення, достатнього щоб пояснити ефект. За даними вимірів 1975 року, осьове стиснення сонячного диска становить лише {\displaystyle ~0{,}0184\pm 0{,}0125} кутових секунд.
Від 1870-х років почали з'являтися перші гіпотези про те, що джерело аномалії пов'язане з неевклідовою геометрією Всесвіту (Шерінг, Кіллінг, пізніше (1900-ті роки) Шварцшильд і Пуанкаре). Німецький астроном Пауль Харцер схилявся до думки, що кривина простору позитивна, оскільки тоді об'єм Всесвіту скінчений, і такі проблеми, як гравітаційний і фотометричний парадокси, відпадають. Проте пояснити зсув перигелію Меркурія за допомогою цієї гіпотези не вдалося — розрахунки показали, що для цього кривина простору має бути неправдоподібно великою.
Гуґо фон Зелігер у 1906 році досліджував гіпотезу свого учня, астронома Ернста Андінга (Ernst Anding): система координат, що пов'язана з нерухомими зірками, неінерціальна, а пов'язана з планетами — інерціальна. Це незвичайне припущення дозволяло за допомогою підбору параметрів пояснити всі відомі планетні аномалії. Андінг також постулював існування декількох пилових хмар, що створюють зодіакальне світло поблизу Сонця. Багато вчених піддали модель Андінга — Зеелігера нищівній критиці як штучну і з погляду фізики — неправдоподібну: зокрема, Ервін Фройндліх і Гарольд Джеффріс довели, що джерело зодіакального світла занадто розріджене, щоб мати необхідну для моделі масу.

### Дослідження й висновки Саймона Ньюкома

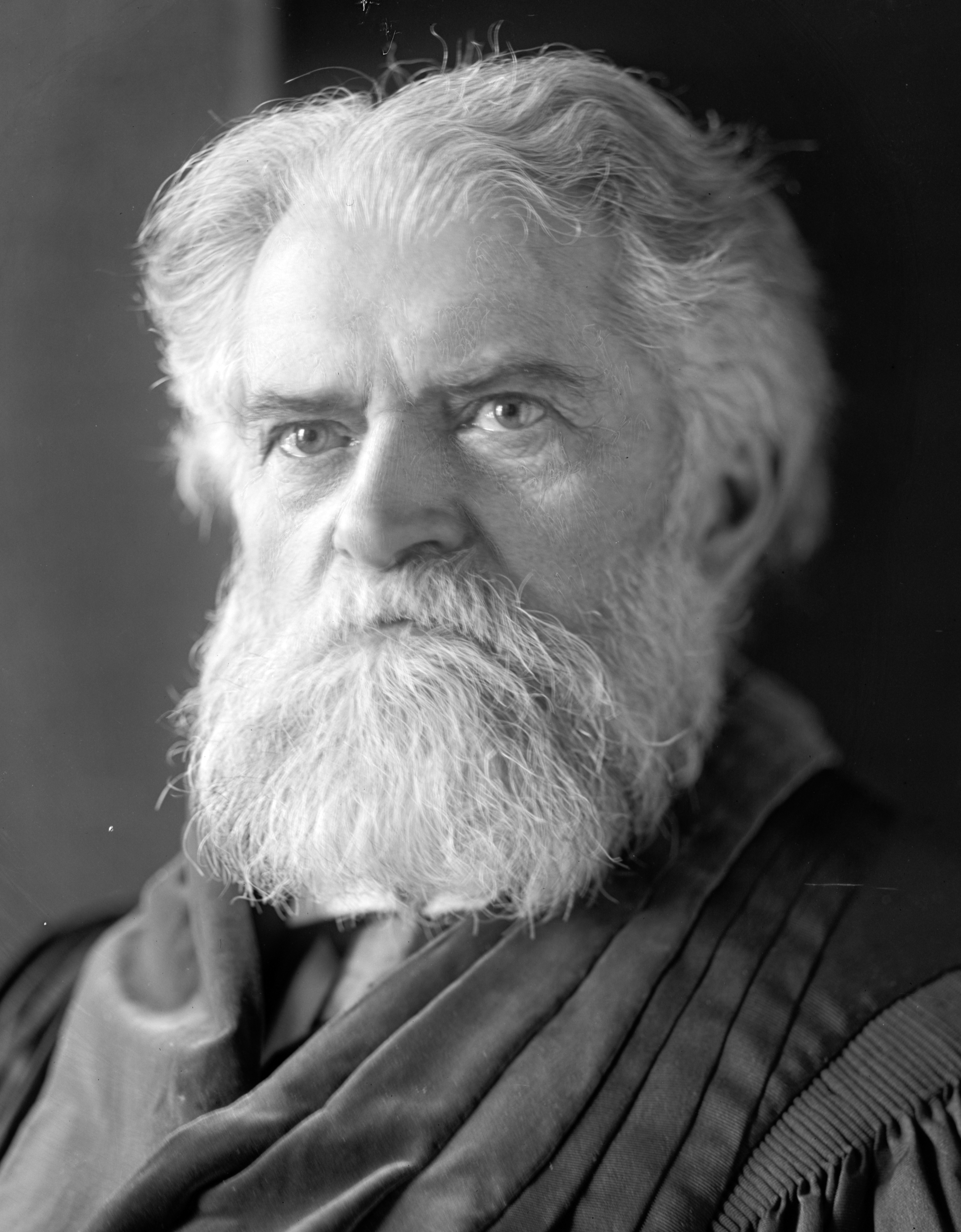
Саймон Ньюком

1895 року свої результати розрахунків орбіт чотирьох внутрішніх планет (Меркурія, Венери, Землі і Марса) опублікував провідний американський астроном Саймон Ньюком. Він підтвердив наявність аномалії в русі Меркурія і уточнив її значення: 43" замість 38" у Левер'є. Ньюком не вірив, що всередині орбіти Меркурія існують невідомі планети, і заявив, що ця гіпотеза «абсолютно виключена», а масу Венери він сам уточнив, звівши нанівець всі припущення, що її оцінка істотно занижена.
Ньюком виявив зсув перигелію не лише в Меркурія, але й у Марса, а також, з меншою впевненістю, у Венери й Землі (їх орбіти майже кругові, тому зазначене для цих двох планет зміщення було близьке до похибки вимірювання). При цьому була остаточно відкинута гіпотеза Бейс-Баллота про кільце навколо Сонця, бо жодним підбором його параметрів не вдавалося отримати реальне зміщення і для Меркурія, і для Марса одночасно; аналогічні труднощі викликало припущення про систему астероїдів. Ньюком вказав також, що як гіпотетичне кільце, так і масивна дифузна матерія поблизу Сонця викликали б зсув вузлів орбіти Венери і самого Меркурія, що не узгоджується зі спостереженнями.
Після досліджень Ньюкома існування аномалії більше ніхто не піддавав сумніву

## Пропозиції щодо модифікації класичної теорії тяжіння
Спроби поліпшити ньютонівський закон всесвітнього тяжіння бували починаючи з середини XVIII століття. Першу спробу зробив у 1745 році А. К. Клеро, щоб пояснити аномалії руху Місяця. У мемуарі «Про систему світу згідно з початком тяжіння» Клеро запропонував замість ньютонівського закону:
{\displaystyle F=G\cdot {m_{1}\cdot m_{2} \over R^{2}}}
іншу, загальнішу формулу:
{\displaystyle F=G\cdot {m_{1}\cdot m_{2}\left({\frac {1}{R^{2}}}+{\frac {a}{R^{4}}}\right)}}
Тут {\displaystyle F} — сила тяжіння, {\displaystyle m_{1},m_{2}} — маси тіл, {\displaystyle R} — відстань між тілами, {\displaystyle G} — гравітаційна стала, що дорівнює {\displaystyle 6{,}67384(80)\cdot 10^{-11}} м³/(кг с²).
Пізніше, 1752 року, Клеро дійшов до висновку, що для пояснення руху Місяця, з усіма поміченими аномаліями, цілком достатньо класичного закону. Остаточні результати своїх праць Клеро звів у трактат, що дістав назву «Теорія Місяця, виведена з єдиного початку тяжіння, що обернено пропорційний квадрату відстані». Проте ідея Клеро, у різному математичному оформленні, неодноразово виникала в історії астрономії, у тому числі щоб пояснити зсув перигелію Меркурія.

### Моделі без залежності від швидкості
У статті 1895 року Саймон Ньюком досліджував спосіб пояснити аномалії, що пов'язаний з модифікацією закону всесвітнього тяжіння. Найпростіша модифікація полягає в заміні квадрата відстані на трохи більшу ступінь:
{\displaystyle F=G\cdot {m_{1}\cdot m_{2} \over R^{2+\delta }}}
Тоді зсув перигелію на один оберт буде дорівнювати:
{\displaystyle {\frac {2\pi }{\sqrt {1-\delta }}}\approx 2\pi \left(1+{\frac {\delta }{2}}\right),}
тобто додатковий зсув дорівнює {\displaystyle \delta \pi .}
Це припущення відоме як «гіпотеза Холла», американський астроном Асаф Холл опублікував її на рік раніше (1894). Значення {\displaystyle ~\delta =0{,}0000001564} дозволяє пояснити аномальний зсув перигелію Меркурія. Додатковою перевагою нового закону тяжіння порівняно з ньютонівським був той факт, що він не створював гравітаційний парадокс — потенціал поля тяжіння нескінченного Всесвіту не перетворювався на нескінченність.
Низка вчених (зокрема, Вебер і Ріц) виявили інтерес до такого підходу, хоча були й критики — вказували, наприклад, на те, що в законі Холла постійній тяжіння {\displaystyle G} доводиться приписувати дробову розмірність довжини. До того ж розрахунки Ньюкома показали, що зміщення перигелію Марса за новим законом виходить далеким від фактичного .
Досліджували й трохи більш загальний варіант закону тяжіння — додавання до формули Ньютона виразу, зворотньо пропорційного {\displaystyle R^{3}} або {\displaystyle R^{4}}. Однак Ньюком відкинув і цей варіант, оскільки з нього випливало, наприклад, що тяжіння двох близьких предметів на Землі неправдоподібно велике.
Зеелігер і Нейман запропонували ще одну модифікацію закону всесвітнього тяжіння:
{\displaystyle F=G\cdot {m_{1}\cdot m_{2} \over R^{2}}e^{-\lambda R}}
У ній додатковий множник {\displaystyle e^{-\lambda R}} забезпечує швидше, ніж у Ньютона, спадання тяжіння з відстанню. Підбір коефіцієнта згасання {\displaystyle \lambda } дозволяв також пояснити зсув перигелію Меркурія, однак у цьому випадку рух Венери, Землі і Марса переставав відповідати спостереженнями .
1897 року американський астроном Ернест Вільям Браун опублікував дуже точні таблиці руху Місяця, що значно підірвали довіру до гіпотези Холла . Одночасно 1896 року Гуґо фон Зелігер досліджував три варіанти модифікації закону Ньютона, включаючи закон Холла, і показав, що жодний з них не узгоджується зі спостереженнями. 1910 року Ньюком також дійшов до висновку, що гравітаційне поле описується класичним законом Ньютона.

### Моделі із залежністю від швидкості

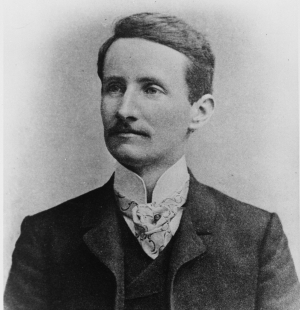
Вальтер Ріц

Деякі фізики пропонували ввести в закон тяжіння залежність сили від швидкості тіл . Меркурій відрізняється від інших планет не лише близькістю до Сонця, але й більшою швидкістю, тому виникли припущення, що саме його швидкість відповідальна за додаткове зміщення перигелію. Автори цих ідей посилалися також на закони електродинаміки, де залежність сил від швидкості була загальновизнаною.
Перші моделі подібного роду, розроблені в другій половині XIX століття за аналогією з електродинамікою Вебера або Максвелла, давали дуже маленьке значення зсуву перигелію (не більше як 6-7" на сторіччя). Їх автори вважали, що, можливо, причиною частини аномалії є залежність тяжіння від швидкості, а іншої частини — вплив якоїсь невідомої речовини поблизу від Сонця. Попри те, що цією проблемою займалися такі великі фізики, як Лоренц, Він, Пуанкаре та інші, домогтися задовільного узгодження зі спостереженнями вони не змогли.
Найбільший інтерес викликала «балістична теорія» Вальтера Ріца (1908). У цій моделі гравітаційну взаємодію здійснюють гіпотетичні частинки, які, як сподівався Ріц, формують також усі електромагнітні явища. Формулу для сили автор виписав за аналогією з електродинамікою. Ріц помер у віці 31 року (1909), не встигнувши закінчити розвиток своєї теорії, але її жваве обговорення тривало ще десятиліття. У моделі Ріца зсуви перигелію для Меркурія, Венери й Землі, а також перигею Місяця були вже близькі до реальних. Разом із тим модель Ріца була несумісною з принципом сталості швидкості світла і передбачала кілька нових астрофізичних ефектів, які не підтвердилися. У кінцевому підсумку балістична теорія не витримала конкуренції з логічно більш бездоганною і підтвердженою досвідом загальною теорією відносності Ейнштейна (ЗТВ): наприклад, відхилення світла в гравітаційному полі, що передбачала теорія Ріца, на чверть менше від ейнштейнівського. У 1920-их роках інтерес до теорії Ріца згас.
Ще одним конкурентом ЗТВ стала теорія Пауля Гербера (Paul Gerber) 1898 року. Виходячи також з електродинамічної аналогії, Гербер запропонував формулу для гравітаційного потенціалу:
{\displaystyle V={\frac {\mu }{r\left(1-{\frac {1}{c}}{\frac {dr}{dt}}\right)^{2}}},}
де:
{\displaystyle \mu ={\frac {4\pi ^{2}A^{3}}{\tau ^{2}}}}
{\displaystyle A} — велика піввісь;
{\displaystyle \tau } — період обертання.
Якщо швидкість {\displaystyle {\frac {dr}{dt}}} мала порівняно заі швидкістю світла {\displaystyle c}, то формула Гербера переходить у класичний вираз для гравитаційного потенціалу:
{\displaystyle V={\frac {\mu }{r}}}
З нового закону Гербер вивів ту саму формулу для зміщення перигелію Меркурія, що й у ЗТВ (див. нижче). Цей висновок і весь зміст теорії Гербера зазнали критики з боку багатьох помітних фізиків з кількох причин: довільність низки припущень, відсутність лоренц-інваріантності, помилкове значення для кута відхилення світлових променів у полі тяжіння (в півтора рази більше від ейнштейнівського), далекодія та ін. Макс фон Лауе в 1920 році писав, що «Гербер просто підігнав правильне його [чисельного коефіцієнта] значення, змінивши відповідно без будь-якого фізичного обґрунтування математичний підхід своїх двох попередників» (В. Шайбнера і Ф. Тіссерана).
Як зауважив Н. Т. Роузвер, «жодна з цих теорій не витримала перевірки на класичних ефектах, що підтверджують загальну теорію відносності, а вимірювання ефекту відхилення світлових променів виявилися для них каменем спотикання» .

## Рішення в межах загальної теорії відносності

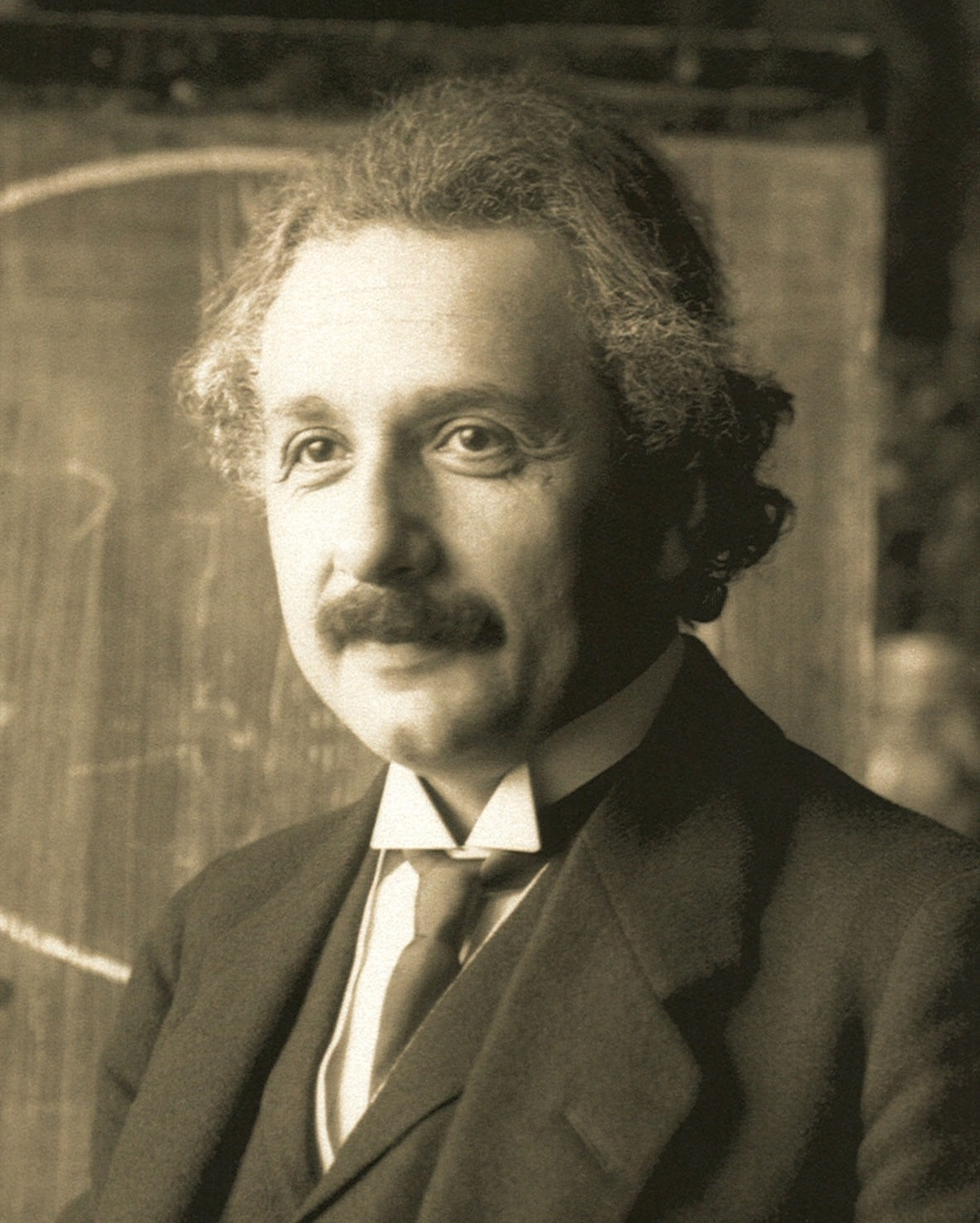
Альберт Ейнштейн, 1921

Після створення в 1905 році спеціальної теорії відносності (СТВ) А. Ейнштейн усвідомив необхідність розробки релятивістського варіанту теорії тяжіння, оскільки рівняння Ньютона були несумісні з перетвореннями Лоренца, а швидкість поширення ньютонівської гравітації була нескінченна. В одному з листів 1907 року Ейнштейн повідомляв:

Нині я також займаюся дослідженням закону тяжіння з позицій теорії відносності; сподіваюся, це дозволить мені пролити світло на ще не пояснений великий віковий зсув перигелію орбіти Меркурія.

Перші начерки релятивістської теорії тяжіння опублікували на початку 1910-х років Макс Абрагам, Гуннар Нордстрем і сам Ейнштейн. У Абрагама зсув перигелію Меркурія був утричі менший ніж реальний, в теорії Нордстрема помилковим був навіть напрямок зсуву, версія Ейнштейна 1912 року давала значення на третину менше від спостережуваного.
1913 року Ейнштейн зробив вирішальний крок — перейшов від скалярного гравітаційного потенціалу до тензорного подання, цей апарат дозволив адекватно описати неевклідову метрику простору-часу. 1915 року Ейнштейн опублікував остаточний варіант своєї нової теорії тяжіння, що отримала назву «загальна теорія відносності» (ЗТВ). У ній, на відміну від ньютонівської моделі, поблизу масивних тіл геометрія простору-часу помітно відрізняється від евклідової, що призводить до відхилень від класичної траєкторії руху планет. 18 листопада 1915 року Ейнштейн розрахував (наближено) це відхилення і отримав практично точний збіг зі спостережуваними 43" на сторіччя. При цьому не знадобилося жодної підгонки констант і не треба було жодних довільних припущень.
Точне рішення рівнянь Ейнштейна, яке отримав Карл Шварцшильд два місяці по тому (січень 1916), показало, що перигелії планет справді мають зазнавати додаткового зсуву порівняно з ньютонівської теорією. Якщо позначити:
- M — маса Сонця;
- c — швидкість світла;
- A — велика піввісь орбіти планети;
- e — ексцентриситет орбіти;
- T — період обертання, то додаткове зміщення перигелію планети (в радіанах за оберт) у ЗТВ можна записати формулою[45]:

| {\displaystyle \delta \varphi \ \approx \ {\frac {6\,\pi \,G\,M}{c^{2}\,A\,\left(1-e^{2}\right)}}\ =\ {\frac {24\,\pi ^{3}\,A^{2}}{T^{2}\,c^{2}\,\left(1-e^{2}\right)}}} |

Для Меркурія ця формула дає 42,98" за століття, що блискуче узгоджується зі спостереженнями.
Пояснення зсуву перигелію Меркурія було єдиним експериментальним підтвердженням теорії Ейнштейна до 1919 року, коли Артур Еддінгтон виявив гравітаційне відхилення світла. 1916 року Гарольд Джеффріс висловив сумнів у адекватності ЗТВ, оскільки вона не пояснювала зміщення вузлів орбіти Венери, на яку раніше вказав Ньюком. Проте 1919 року Джеффріс зняв свої заперечення, оскільки, за новими даними, жодних аномалій у русі Венери, які не вкладалися б у теорію Ейнштейна, виявлено не було.
Проте критика ЗТВ тривала деякий час і після 1919 року. Деякі астрономи висловлювали думку, що збіг теоретичного й спостережуваного зсуву перигелію Меркурія може бути випадковим, або оскаржували достовірність спостережуваного значення 43". Сучасні точні вимірювання підтвердили оцінки зсуву перигелію планет й астероїдів, запропоновані ЗТВ.
| Зсув перигелію, кутових секунд за століття | Теоретичне значення | Спостережуване значення |
| ------------------------------------------ | ------------------- | ----------------------- |
| Меркурій                                   | 343,0               | 243,1 ± 0,5             |
| Венера                                     | 48,6                | 38,4 ± 4,8              |
| Земля                                      | 43,8                | 35,0 ± 1,2              |
| Марс                                       | 41,35               | 31,1 ± 0,3              |
| 1566 Ікар                                  | 310,1               | 39,8 ± 0.8              |

Велика похибка даних для Венери й Землі зумовлена тим, що їх орбіти майже кругові.
Формула ЗТВ була перевірена також для подвійних зір — пульсара PSR B1913+16, де дві зорі, за масою близькі до Сонця, обертаються на близькій відстані, і тому зміщення періастру дуже велике. Спостереження показали його зсув на 4,2 градуси на рік, що повністю узгоджується із ЗТВ.